# Іоаникій Орловський
Архімандрит Іоаникій Орловський (близько 1730 — 22 січня 1802, Солотчинський монастир) — український релігійний діяч в добу Гетьманщини, ректор Олександро-Невської та Рязанської духовних семінарії. Архімандрит Санкт-Петербурзького Зеленецького монастиря.

## Біографія
Навчався у Києво-Могилянській академії з 1742 (клас аналогії) до початку 1760-х років, пройшовши тут повний академічний курс. По закінченню КМА прийняв чернечий постриг.
1765 емігрував в Московію. Почав викладати граматику й риторику в Рязанській духовній семінарії. 1771 — призначено її префектом, 1772 — ректором.
1774 запрошено до Олександро-Невської семінарії на посаду префекта. Того ж року його в сані архімандрита Санкт-Петербурзького Зеленецького монастиря призначено ректором семінарії. Викладав філософію, а з 1776 року — богослов'я.
У 1782 році призначений настоятелем Солотчинського монастиря Рязанської єпархії, де й помер.